# نظام سیاسی و دولت در اسلام
نظام سیاسی و دولت در اسلام نام کتابی از داود فیرحی است. این کتاب جزو دروس کارشناسی و کارشناسی ارشد رشته علوم سیاسی است.

## محتوا
فیرحی که با رویکرد تحلیلی سیتمی در این کتاب به بررسی منطقی و نظام‌وار نظریات نظام سیاسی در اسلام و نحوه استناد این نظریات به ادله اربعه یعنی قرآن، سنت، اجماع و عقل پرداخته، به سه نوع از این نظریات که توسط شیعه و اهل سنت مطرح شده می‌پردازد و تاریخ تحولات و چگونگی ایجاد تغییرات آن نظریات را در دو قسمت «دوره قدیم» و «دوره جدید» بررسی می‌کند. وی همچنین پس از تبیین و توضیح ویژگی‌های عمومی این نظریات، مناسبت‌های درونی و تاثیرپذیری و تأثیرگذاری آن‌ها بر یکدیگر و حتی تأثیرگذاری برخی از جریان‌هایی که خارج از تمدن اسلامی نظیر تأثیر تجدد غربی در سیمای عمومی نظریه‌های نظام سیاسی در اسلام را ارزیابی می‌کند.

## ساختار
کتاب حاضر در یک مقدمه و سه بخش تدوین شده و هر بخش نیز دارای سه فصل است. فهرست این کتاب عبارتند از:
- مقدمه: درآمدی بر نظریه‌های نظام سیاسی در اسلام
- بخش اول: چهارچوب نظری

- فصل اول: مفهوم نظام سیاسی و دولت؛ قلمرو مطالعه
- فصل دوم: سیمای عمومی نظام سیاسی و دولت در اسلام
- فصل سوم: تحولات نظریه‌های نظام سیاسی در اسلام

- بخش دوم: نظریه‌های نظام سیاسی اهل سنّت

- فصل چهارم:مختصات عمومی خلافت اسلامی
- فصل پنجم: نظام سیاسی قدیم اهل سنّت
- فصل ششم: نظریه‌های خلافت جدید

- بخش سوم: نظریه‌های نظام سیاسی شیعه

- فصل هفتم: مختصات عمومی امامت شیعه
- فصل هشتم: شیعه و نظام سیاسی مشروطه
- فصل نهم: شیعه و نظام جمهوری اسلامی

## نقد و بررسی
کتاب نظام سیاسی و دولت در اسلام تا کنون چندین بار مورد نقد و بررسی قرار گرفته‌است.